# Through the Fire and Flames
Singles de DragonForce
Operation Ground and Pound
(2006)
Through the Fire and Flames (en français : À travers le feu et les flammes ) est le deuxième single de l'album Inhuman Rampage du groupe britannique de power metal DragonForce, publié le 3 août 2006 par Roadrunner Records, Noise Records et Sanctuary Records.
La chanson dure 7 min 24 s, mais la version vidéo du titre a été raccourcie à 4 min 49 s. Elle combine une grande rapidité de la batterie et prise de guitares et du clavier.
Le solo de la chanson dure 2 min 4 s. 
Cette chanson figure dans le jeu vidéo Guitar Hero III: Legends of Rock : elle est considérée comme l'une des chansons les plus longues et les plus difficiles à jouer en raison du grand nombre de notes (3 722 notes) et de son importante rapidité.
Elle figure aussi dans Brütal Legend et dans Rock Band 4 comme achat séparé.